# La invasión de los zombies atómicos
La invasión de los zombies atómicos es una película de terror estrenada en 1980. Coproducción hispano-italo-mexicana, fue dirigida por el italiano Umberto Lenzi y protagonizada por el actor mexicano Hugo Stiglitz. 

## Argumento
Un periodista de una emisora de televisión (Hugo Stiglitz) se dirige al aeropuerto junto con un operador de cámara con la intención de entrevistar a un científico que trabaja en una central nuclear. Los controladores del aeropuerto detectan que algo va mal cuando un avión de transporte militar, modelo Hércules no responde a los avisos y debe despejarse una pista para permitirle aterrizar. Un grupo de militares se dirige hasta el avión, en el que no parece haber señales de vida, hasta que la puerta se abre y del avión sale una gran cantidad de personas armadas y aparentemente enloquecidas. Se produce una masacre en la que todos los militares son asesinados, mientras los periodistas huyen del lugar. El reportero trata de emitir las imágenes por televisión, pero su superior interumpe el informativo por presiones de los militares. Al frente de estos se encuentra el general Murchison (Mel Ferrer), que trata de coordinar la defensa de la ciudad frente al creciente número de invasores que llegan por tierra y aire. Los militares comprueban cómo los atacantes se han visto afectados por radiaciones, muy superiores a las que normalmente soportaría un ser humano, que han potenciado su fuerza y agresividad. Su único sustento es la sangre que absorben de sus víctimas, y la única forma de acabar con ellos es dañando su cerebro. El reportero busca a su mujer (Laura Trotter), una doctora en cirugía que en ese momento se encuentra trabajando en el hospital, que es asaltado durante la noche por los zombis, ocasionando una nueva masacre. El periodista y su mujer huyen del hospital y tratan de abandonar la ciudad, llegando a un parque de atracciones igualmente tomado por los zombis...

## Temática
El director Umberto Lenzi ha dicho de la película que no tiene mucho de película de zombis, más bien la califica como película de enfermedades por radiación con 
un mensaje antinuclear y de antimilitarismo. De hecho, los zombis (o personas afectadas por radiación) que aparecen en la película tienen características peculiares frente a los de anteriores títulos del subgénero zombi, pudiendo correr, emplear armas blancas y de fuego y adoptan una estrategia frente a las fuerzas que se les enfrentan. Tampoco devoran a sus víctimas, pues solo se nutren de sangre; una característica que sí comparten con los de otras películas es que para acabar con ellos es preciso dañar su cerebro.
En películas posteriores del subgénero zombi a las que esta se anticipó, como Dawn of the Dead, 28 días después o 
28 semanas después, los zombis tampoco eran en realidad personas muertas y resucitadas, sino que habían sido infectadas por alguna clase de 
virus. El realizador de 28 semanas después, Juan Carlos Fresnadillo, también declaró no haber rodado una película sobre zombis, sino sobre infectados, una nueva categoría en el género terrorífico.

## Reparto
- Hugo Stiglitz es Dean Miller.
- Laura Trotter es la doctora Anna Miller
- Francisco Rabal es el mayor Warren Holmes.
- Maria Rosaria Omaggio es Sheila Holmes.
- Sonia Viviani es Cindy.
- Mel Ferrer es el general Murchison.
- Stefania D'Amario as Jessica Murchison.
- Manuel Zarzo es el coronel Donahue.
- Eduardo Fajardo es el Dr. Kramer
- Ugo Bologna es Mr. Desmond
- Sara Franchetti es Liz.
- Tom Felleghy es el teniente Reedman.
- Pierangelo Civera es Bob, marido de Jessica.
- Achille Belletti es Jim, paciente del hospital.
- Carmen Martínez Sierra

## Producción
El rodaje en exteriores tuvo lugar en Madrid, y en la Base Aérea de Zaragoza (el avión Hércules pertenecía al Ala 31 del Ejército del Aire). Los interiores de estudio se realizaron en Roma.

## Títulos
Los títulos en los países coproductores fueron La invasión de los zombies atómicos (España) e Incubo sulla città contaminata (Italia).
En su exhibición internacional en inglés, la película fue distribuida con los títulos de Nightmare City y City of the Walking Dead.
Otros títulos que recibió la película fueron Großangriff der Zombies (Alemania) y L'Avion de l'apocalypse (Francia).

## Recepción
En su estudio sobre el cine de terror de los 80, John Kenneth Muir se refiere a la película como un completo desastre 
para decir después que no es la peor película de zombis de 1980, porque tuvo la suerte de coincidir con Apocalipsis caníbal 
(Hell of the Living Dead). El profesor de la Louisiana State University Danny Shipka describe la película como 
absolutamente terrible en todas las direcciones y se refiere a la pobreza de los efectos especiales de maquillaje, la pobre interpretación y una trama 
que es un sinsentido. En la publicación 
Zombie Movies: The Ultimate Guide, la reseña de la película dice de esta que resulta difícil tomarla en serio, salvo por breves momentos, y 
que esta no es una buena película, pero es un ridículamente bueno placer canalla con algunas genuinas sorpresas.
En su Guía del video-cine, Carlos Aguilar calificó a esta película de Uno de los peores films de terror jamás rodados, conducido como si de una película bélica se tratase (el ejército contra las fuerzas zombies) y francamente ridículo de principio a fin. En Internet, otra reseña se refiere a la película como Sin duda la mejor coproducción hispano-italiana de zombis mutantes de la filmografía de Paco Rabal.